# Nigahiga
Nigahiga ist ein YouTube-Kanal, der am 20. Juli 2006 von den japanischen Amerikanern Ryan Higa (* 6. Juni 1990 in Hilo, Hawaii) und Sean Fujiyoshi gestartet wurde. In Higas Videos ist meist nur Ryan Higa selbst zu sehen, allerdings haben manchmal auch andere Personen wie KevJumba einen Auftritt in diesen. Die Videos auf YouTube verzeichnen über 4 Milliarden Aufrufe. Mit mehr als 21 Millionen Abonnenten (April 2021) befindet sich der Kanal auf Platz 30 der meistabonnierten YouTube-Kanäle weltweit. Laut Higa leitet sich der Kanalname aus Niga (japanisch für „Hasstirade“) und seinem Nachnamen ab.

## Inhalt
Ryan Higa und Sean Fujiyoshi fingen Mitte 2006, während ihres Schulbesuches an der Waiakea High School damit an, Videos zu posten, in denen sie ihre Lippen zu Playbacks bewegten. Innerhalb kurzer Zeit erweiterten sie ihr Repertoire durch diverse Sketche. Tim Enos, Ryan Villaruel, Kyle Chun und Tarynn Nago, auch bekannt als „Yabo Crew“, lieferten Gastbeiträge.
Zu Heiligabend 2008 wurden seine zwei populärsten Videos, How To Be Gangster und How To Be Emo, wegen Urheberrechtsverletzung durch YouTube entfernt. Am 21. Januar 2009 wurde der Kanal vorläufig gesperrt. Dies führte zur Entfernung aller Videos mit urheberrechtsverletzendem Content mit Ausnahme von You’re Beautiful, dessen Hintergrundmusik ersetzt wurde. Seitdem wird die in den Videos verwendete Musik von Higa selbst produziert. How to be Gangster and How to be Emo wurden August 2009 erneut hochgeladen, um wenige Tage später mitsamt How to be Ninja und How to be Nerd entfernt zu werden. Im Frühjahr 2010 wurden die Videos How to be Ninja, How to be Gangster und How to be Emo freigegeben.
Seit Ryan Higa nach Los Angeles zog, sind die meisten der Videos Eigenproduktionen von ihm.
Am 21. Dezember 2010 erreichte er als erster YouTuber 3 Millionen Abonnenten.
2011 gründete er unter dem Namen „HigaTV“ einen zweiten Kanal, auf welchen er Vlogs und Making-ofs hochlädt.

### Filme
2008 bot der Filmproduzent Richard Van Vleet Nigahiga an, einen Film in Spielfilmlänge zu drehen. Der entstandene Film Ryan and Sean’s Not So Excellent Adventure wurde am 14. November 2008 veröffentlicht, und in Kinos in Hawaii und Kalifornien gezeigt. Am 14. Juli 2009 wurde die DVD in den USA veröffentlicht. Der Film handelt von einem Filmproduzenten (dargestellt von Michael Buckley), der auf der Suche nach Prominenten ist, um mit ihnen binnen 30 Tagen einen erfolgreichen Film zu drehen. Er sucht sich Ryan Higa und Sean Fujiyoshi aus, nachdem er von der Popularität ihrer Videos erfährt. Er lädt sie daraufhin nach Hollywood ein. Sie willigen ein und geraten auf dem Weg dorthin in diverse komische Situationen.
Ninja Melk, ein Kurzfilm über Ninjas, wurde August 2009 veröffentlicht. Die Handlung dreht sich um den Kampfsportmeister Master Ching Ching, der Higa und Fujiyoshi in dem Bestreben ausbildet, die Schurken Bokchoy (Tim Enos) und seine Handlangerin Gina (Tarynn Nago) zu besiegen.
Ein in Zusammenarbeit mit Wong Fu Productions produzierter Film betitelt „Agents of Secret Stuff“ wurde am 24. November 2010 auf dem Kanal hochgeladen. Im Film handelt es sich um einen A.S.S. (Agent of Secret Stuff) (Higa), welcher ausgesendet wird, um ein Mädchen namens Taylor (Arden Cho) vor der S.I.N.S (Society Involving Not-So-Good Stuff) zu beschützen. Einige bekannte YouTuber, darunter auch Smosh, haben im Film Gastauftritte.

## Filmografie (Auswahl)

### Schauspiel
- 2010: I Heart Vampires (Fernsehserie, 2 Episoden)
- 2010: Agents of Secret Stuff (Kurzfilm)
- 2011: Kung Fooled (Kurzfilm)
- 2011: Supah Ninjas (Fernsehserie, Episode 1x14)
- 2013: Saved by the Bell: The Movie (Kurzfilm)
- 2014: Flug 7500 – Sie sind nicht allein (Flight 7500)
- 2016: Tell Me How I Die
- 2017: My K-Pop Boyfriend (Kurzfilm)
- 2021: Abenteuer 'Ohana (Finding 'Ohana)